# 细链孢菌科
细链孢菌科（学名：Catenulisporaceae）是链霉菌目下的一个科。

## 下属分类
本科包括以下属：
- 丛生放线菌属 Actinospica Cavaletti et al., 2006
- 细链孢菌属 Catenulispora Busti et al., 2006